# Työmies
Työmies (deutsch Der Arbeiter) war von 1895 bis 1918 eine Parteizeitung der Sozialdemokratischen Partei Finnlands. Die Zeitschrift wurde 1895 vom Arbeiterverein Helsinki ins Leben gerufen. Ihr Erscheinen endete am 13. April 1918, als deutsche Truppen im Finnischen Bürgerkrieg Helsinki einnahmen. Auch nach Ende des Krieges wurde die Zeitschrift nicht wieder aufgelegt. Stattdessen wurde später im Jahr als neues Zentralorgan der Partei der Suomen Sosialidemokraatti gegründet.

## Chefredakteure
- Aatami Hermanni Karvonen 1895–1896
- Matti Kurikka 1897–1899
- August Bernhard Mäkelä 1900–1901
- Edvard Valpas-Hänninen 1901–1918